# 이시우치히가시역
이시우치히가시역(일본어: 石内東駅, いしうちひがしえき 이시우치히가시에키[*])은 일본 히로시마현 히로시마시 사에키구에 있는 히로시마 신교통 1호선의 미개통 역이다.
| 1 | ■ 하행 | 고이우에 · 니시히로시마 방면 |
| 2 | ■ 상행 | 사쓰키가오카2 · 고이키코엔마에 · 오즈카 · 오바라 · 조라쿠지 · 다카도리 · 가미야스 · 야스히가시 · 비샤몬다이 · 오마치 · 나카스지 · 니시하라 · 후도인마에 · 우시타 · 신하쿠시마 · 겐초마에 · 혼도리 방면 |

히로시마 고속 교통의 이시우치히가시 역은 섬식 승강장 1면 2선의 구조를 갖춘 고가역이다.

## 개요
아스트램 라인의 현재 종점 역인 광역 공원 앞역에서 JR 니시히로시마 역 사이의 연신 계획에 따라 새롭게 설정된 6개 역 중 중간부에 있는 역. 명칭은 2019년에 히로시마시에서 발표된 가칭으로 정식이 아니다. 역은 아스트램 라인 이용 촉진에 기대가 있는 아울렛 몰 내에 배치되어 있다.
주변은 사업비가 저렴해지도록 시유지를 활용한 설계가 되어 있어, 연신 구간은 전선 단선을 예정하고 있다. 또한 7.1km의 연신 계획은 난소로 여겨지는 기이 고이타케의 터널 앞인 당역까지를 먼저 개업시킬 예정이 되어 있어, 전선 개업이 2010년대 초에 대해, 당 역은 2018년 자릿수 연대 후반이 되고 있다.

## 인접역
| 히로시마 고속 교통 히로시마 신교통 1호선 | 히로시마 고속 교통 히로시마 신교통 1호선 | 히로시마 고속 교통 히로시마 신교통 1호선 |
| ---------------------------------------- | ---------------------------------------- | ---------------------------------------- |
| 사쓰키가오카2 혼도리 방면                | ■ 아스트램 라인                          | 고이우에 니시히로시마 방면               |